# 浜松連隊区
浜松連隊区（はままつれんたいく）は、大日本帝国陸軍の連隊区の一つ。1907年（明治40年）に設置され、静岡県の一部地域の徴兵・召集等の兵事事務を取り扱った。1925年（大正14年）に廃止された。

## 沿革
日本陸軍の内地19個師団体制に対応するため陸軍管区表が改正（明治40年9月17日軍令陸第3号）され、1907年10月1日、浜松連隊区を新設し第15師管第29旅管に属した。その管轄区域は陸軍管区表（明治40年軍令陸第3号）により次のとおり定められた。管轄区域は静岡連隊区と豊橋連隊区から編入して形成された。
- 静岡県

榛原郡・志太郡・周智郡・小笠郡・磐田郡・引佐郡・浜名郡
1913年（大正2年）7月4日、陸軍管区表が改正（大正2年軍令陸第6号）され、管轄区域に浜松市が加えられた。
日本陸軍の第三次軍備整理に伴い陸軍管区表が改正（大正14年4月6日軍令陸第2号）され、1925年5月1日に浜松連隊区は廃止された。旧管轄区域は二分割され、志太郡を静岡連隊区に、それ以外は豊橋連隊区に編入された。

## 司令官
- 石井忠利 砲兵中佐：1907年10月3日 - 1912年3月8日
- 増田惟二 歩兵中佐：1912年3月8日 - 1913年8月22日
- 石井誠一 歩兵中佐：1913年8月22日 - 1916年11月15日
- 手嶋半次 歩兵中佐：1916年11月15日 - 1918年7月24日[3]
- 鈴木義雄 歩兵大佐：1918年7月24日[3] - 1921年7月20日[4]
- 大藤直一 歩兵大佐：1921年7月20日[4] - 1923年8月6日[5]
- 吉原泰一 歩兵大佐：1923年8月6日[5] - 1924年12月15日[6]
- 今井信夫 歩兵大佐：1924年12月15日[6] -